# 佔有點 (阿拉斯加州)
佔有點（英語：Point Possession）是位於美國阿拉斯加州基奈半島自治市鎮的一個非建制地區和人口普查指定地區。根據2010年美國人口普查，該地共人口3人。

## 地理
佔有點的座標為60°55′23″N 151°41′20″W / 60.92306°N 151.68889°W，而該地的平均海拔高度為3米（即19英尺）。